# Cicurina blanco
Cicurina blanco là một loài nhện trong họ Dictynidae.
Loài này thuộc chi Cicurina. Cicurina blanco được Willis J. Gertsch miêu tả năm 1992.